# Pandero jarocho
El pandero jarocho, pandero octagonal o pandero tlacotalpeño es un instrumento de percusión con parche, similar a la pandereta, típico de Veracruz (México). 
Es octogonal en la forma de su marco, anillado con ocho discos metálicos cencerreantes,
```
y con parche de piel en un lado del marco. 
```

Los más comunes métodos de tocar son dos: uno, al alternativamente percutir el parche con el pulgar y el índice, cencerreando los discos y dando un golpe opaco en el parche; el otro, al pasar el dedo pulgar extendido por el parche cerca de su borde.